# Phryxe munda
Phryxe munda là một loài ruồi trong họ Tachinidae.